# 장남 (영화)
"장남"은 1985년에 개봉한 대한민국의 영화이다.

## 캐스팅
- 강신성일 : 장남 역
- 태현실 : 맏며느리 역
- 김일해 : 아버지 역
- 황정순 : 어머니 역
- 김희라 : 차남 역
- 송희연
- 문정숙 : 큰딸 역
- 남궁원 : 큰사위 역
- 오영화
- 한태일
- 김성수 : 막내아들 역
- 민복기
- 김기종
- 이정애
- 박민호
- 임해림
- 윤일주
- 지방열
- 박달
- 한명환
- 최재호
- 서평석
- 박광진
- 신동욱
- 김성환
- 윤희경
- 윤상현
- 최선희
- 서을정
- 이영란
- 권영해
- 이해연
- 김순철
- 홍영희
- 최경숙
- 최순덕
- 허영자
- 구순자
- 홍재선
- 장인숙
- 김순영
- 박미옥
- 죠셉 파가노
- 스티븐 더츠